# Ustyluh
Ustyluh (ukrainsk: Устилу́г, polsk: Uściług, jiddisch: אוסטילע} Ustile) er en by i Volodymyrskyj rajon, Volyn oblast, Ukraine. Den ligger på den østlige side af den ukrainsk-polske grænse, og 13 km vest for byen Volodymyr.
Byen har 2.060 (2022) indbyggere.
Igor Stravinsky havde en ejendom i Ustyluh og besøgte den ofte mellem 1890 og 1914. Hans palæ er nu et museum.

## Historie
Indtil den Russiske revolution i 1917 var det en bebyggelse i Vladimir-Volynsky Uyezd i volhynske Guvernement i Det russiske kejserrige; fra 1921 til 1939 var det en del af Voivodskabet Wolyn i Polen.
Ustyluh har haft byrettigheder siden 1940
Før Anden Verdenskrig havde den en befolkning på mindst 3.200 jøder. Tyskerne bombede Ustyluh kraftigt om morgenen den 22. juni 1941, dagen for krigsudbruddet mellem Sovjetunionen og Tyskland. Den Tyske hær erobrede byen hen mod aftenen. Tyskerne oprettede en jødisk ghetto, et Judenrat' og et ghettopoliti, og brugte byens jøder til tvangsarbejde. Fra tid til anden tog tyskerne grupper af jødiske unge med til en dal ved siden af den jødiske kirkegård og skød dem. Alene i oktober 1941 dræbte tyskerne 900 jøder fra byens intelligentsia. Tyskerne overførte de resterende jøder fra Ustyluh til ghettoen i Volodymyr mellem den 1. og 15. september 1942 og myrdede dem der sammen med de lokale jøder i gruber, der var forberedt til drabene i landsbyen Piatydnie.